# Diervriendelijk Nederland
Diervriendelijk Nederland (voorheen Een Dier Een Vriend (EDEV)) is een Nederlandse stichting die zich op geweldloze en apolitieke wijze inzet voor dierenrechten en de belangen van diervriendelijke consumenten omwille van hun levensbeschouwelijke overtuiging. De stichting heeft drie medewerkers. Ze is aangewezen als Algemeen nut beogende instelling. De stichting verzorgt onder andere de certificering voor The Leaping Bunny Program binnen Nederland voor dierproefvrije cosmetica, verzorgings- en huishoudelijke producten.

## Activiteiten en samenwerking
De organisatie strijdt voor het welzijn en de rechten van dieren en zet zich in voor de belangen van diervriendelijke consumenten. Door middel van voorlichting en acties probeert EDEV consumenten tot een dier- en milieuvriendelijk voedings-, en overig gedragspatroon te bewegen. Ze werkt veel samen met Nederlandse en ook buitenlandse zusterorganisaties, organiseert campagnes en demonstraties en ondersteunt lokale dierenvrienden bij het organiseren van plaatselijke activiteiten. De stichting richt zich met name op de volgende deelgebieden: de voedselindustrie, kledingindustrie, vivisectie, amusementsindustrie, huisdieren, en dieren in het wild. Als oplossing voor het dierenleed waartegen de organisatie zich inzet voert EDEV haar campagne 'Diervriendelijk Leven' en om aandacht te vestigen op de invloed die de vleesindustrie heeft op de klimaatcrisis de campagne 'Vleesindustrie Klimaatschade', waartoe men onder meer een plantaardige tegenhanger gelijktijdig met de al decennia door de vleesindustrie georganiseerde politieke 'Binnenhof Barbecue' organiseert voor de ingang van de Tweede Kamer. Voorts doet EDEV ook aan directe dierenhulp. 
EDEV is voorzitter van de European Coalition to End Animal Experiments (ECEAE), een Europees samenwerkingsverband van organisaties die zich geweldloos inzetten tegen dierproeven en in 2013 na een gezamenlijke meer dan 20-jaar durende Europese campagne een verbod op dierproeven voor cosmetica in de Europese Unie kreeg. Sindsdien strijdt de coalitie voor een soortgelijk verbod op experimenten voor huishoud- en schoonmaakmiddelen met de naam 'Clean Up Cruelty'. In maart 2018 werd bij de 5-jarige viering van het verbod op experimenten voor cosmetica in Brussel met coalitiegenoten, Europarlementariërs en beroemdheden zoals actrice Joanna Lumley en zangeres Pixie Geldoff die aan de campagne hadden meegewerkt, een daaropvolgende 'UNite for Cruelty Free Cosmetics' campagne gelanceerd met het doel om via de Verenigde Naties een wereldwijd verbod op dierproeven voor cosmetica te realiseren. Ook voert deze Europese coalitie het internationale 'Leaping Bunny'-keurmerk voor dierproefvrije cosmetica.
Samen met 'Jakarta Animal Aid Network', een dierenopvangorganisatie opgericht door de Nederlandse Femke den Haas, organiseert EDEV de campagne 'Go Palmoil Free' met keurmerk voor palmolievrije merken, gesteund door presentator Dennis Weening. Ook wordt met oud-Flipper-dolfijnentrainer Ric O'Barry samengewerkt in een wereldwijde campagne om de jacht op dolfijnen in Japan te stoppen.
EDEV is de Nederlandse vertegenwoordiger van de Open Wing Alliance, een wereldwijde coalitie van dierenbelangenorganisaties die gesteund wordt door de 'Effective Altruist' beweging, om het houden van legkippen in kooien wereldwijd een halt toe wil roepen door onder meer multinationals als Hilton, Accor Hotels, de InterContinental Hotels Group, winkelketens als Aldi en Lidl, en merken als Kellog’s en Danone en Nestlé zover te krijgen geen kooi-eieren meer te gebruiken.
Voorts legt EDEV tijdens de feestdagen nadruk op diervriendelijk leven met campagnes zoals 'Wees een Valentijn voor Dieren' rond Valentijnsdag, speciale campagne-websites voor Pasen en kerstmis en organiseren zij jaarlijks in de week voor kerst een 'Vredesdienst voor Dieren' met Comité Dierennoodhulp en dominee Hans Bouma.
EDEV organiseert ook de Diervriendelijke Parlementaire BBQ (voorheen de KlimaatBBQ), die traditioneel gehouden wordt op het Binnenhof in Den Haag, aan het begin van het zomerreces als tegenhanger van de barbecue die aangeboden werd door de vleesindustrie.

## Geschiedenis
EDEV werd in 1998, nadat het PETA-kantoor in Nederland werd gesloten, opgericht door onder anderen Geoffrey Deckers, die directeur was bij PETA-Nederland. Bijna meteen na de oprichting begon EDEV een campagne genaamd de Apenhel van Rijswijk tegen het primatencentrum Biomedical Primate Research Centre (BPRC) te Rijswijk. In 1999 publiceerde EDEV een lijst reeds openbaar gepubliceerde proefdieronderzoeken van het apenvivisectiecentrum, met daarbij de voor die experimenten verantwoordelijke dierproefnemers. Omdat bijgeplaatste profielfoto's van de dierproefnemers copyrights droegen van het BPRC moesten de foto's offline worden gehaald. De organisatie richtte zich daarbij op de openheid over hun onderzoeken, waarmee het centrum schermt. In 2002 kwam er een verbod op experimenten op mensapen. De laatste test-chimpansees verhuisden in 2006 naar stichting AAP. EDEV zet haar campagne tegen het apenvivisectiecentrum sindsdien voor de resterende apen voort met haar campagne Alle Apen Vrij!

## Classificatie politiediensten
In 2004 classificeerde de Algemene Inlichtingen- en Veiligheidsdienst EDEV als een "burgerlijk ongehoorzame groepering". In hetzelfde jaar onderschreef het Korps landelijke politiediensten deze typering, maar nuanceerde zijn mening door de acties van de stichting te omschrijven als vormen van "vreedzaam contesteren".